# 184
سنة 184 م (بالأرقام الرومانية: CLXXXIV) كانت سنة كبيسة تبدأ يوم الأربعاء (الرابط يظهر نموذج الجدول الزمني الكامل للسنة) من التقويم اليولياني. بدأت تسمية السنة ب184 منذ العصور الوسطى المبكرة، عندما أصبح تقويم أنو دوميني هو الأسلوب السائد في أوروبا لتسمية السنوات.